# Mont Hope (Dependència de Ross)
El mont Hope és un puig arrodonit amb una alçària aproximada de 1.100 m, situat al peu de la glacera Beardmore, a la barrera de gel de Ross, a l'Antàrtida.

## Descobriment
El mont Hope va ser descobert el 3 de desembre de 1908 per Ernest Shackleton i el seu grup expedicionari, en el seu viatge cap al pol Sud durant l'expedició Nimrod. Quan ascendien aquest tossal el grup va poder veure per primera vegada la glacera que els serviria de ruta cap a l'Altiplà Antàrtic i el pol Sud. Sobre aquesta fita Shackleton va escriure: «Hem arribat a la base de la muntanya que pretenem escalar per poder observar el terreny que ens envolta […] Hem escalat amb gran dificultat aquesta paret de roca, i després hem ascendit per un pendent suau de neu […] Des del cim s'aprecia una ruta franca cap al sud, ja que a partir d'aquí s'estén davant nostre una gran glacera […] en direcció sud cap a l'interior i que sembla fondre's amb la massa de gel de terra endins». Shackleton va anomenar aquest turó mont «Hope» («esperança», en anglès) per la promesa que els oferia. El grup de Shackleton va ascendir per la glacera cap a l'altiplà, però va tornar abans d'arribar al pol.
Tres anys més tard, l'expedició del capità Scott va utilitzar aquesta mateixa ruta i va arribar fins al pol, però tots els integrants del grup van morir en el viatge de tornada.
El 1916, l'equip del mar de Ross, que formava part de l'expedició imperial transantàrtica, va situar al mont Hope l'últim dipòsit de queviures, que va marcar la fallida marxa transcontinental de Shackleton.